# Guy Hendrix Dyas
Guy Hendrix Dyas (nascut el 20 d'agost de 1968) és un dissenyador de producció de llargmetratges anglès. Va col·laborar amb Christopher Nolan en el seu thriller de ciència-ficció Origen  que li va valer una nominació als premis Oscar així com un Premi BAFTA al millor disseny de producció. El 2017 Dyas va ser nominat a un altre Premi de l'Acadèmia, aquesta vegada pel seu treball a Passengers. El 2010, Dyas es va convertir en el primer dissenyador britànic a guanyar un Goya a la millor direcció artística pel seu treball a l'èpica èpica històrica d'Alejandro Amenábar Agora que es va estrenar al Festival de Cannes de 2009. Dyas havia rebut tres nominacions consecutives al Art Directors Guild al seu treball de disseny de producció Indiana Jones i el regne de la calavera de cristall de Steven Spielberg, Elizabeth: l'edat d'or de Shekhar Kapur  i Superman: El retorn de Bryan Singer. Va guanyar un premi ADG el 2011 per Origen. També va obtenir una candidatura al Premi BAFTA el 2007 al millor disseny de producció per Elizabeth: l'edat d'or i durant quatre anys seguits Dyas ha estat nomenat per The Sunday Times com un dels els deu primers britànics que treballen darrere d'una càmera a Hollywood.

## Filmografia
- Robopocalypse (TBA) - Steven Spielberg
- Gemini Man (2019) - Ang Lee
- The Nutcracker and the Four Realms (2018) - Lasse Hallstrom i Joe Johnston
- Passengers (2016) - Morten Tyldum = nominat a l'Oscar al millor disseny de producció
- Steve Jobs (2015) - Danny Boyle
- Blackhat (2015) - Michael Mann
- Origen (2010) - Christopher Nolan = nominat a l'Oscar al millor disseny de producció
- Agora (2009) - Alejandro Amenabar
- Indiana Jones i el regne de la calavera de cristall (2008) - Steven Spielberg
- Elizabeth: l'edat d'or (2007) - Shekhar Kapur
- Superman: El retorn (2006) - Bryan Singer
- El secret dels germans Grimm (2005) - Terry Gilliam
- X-Men 2 (2003) - Bryan Singer